# Nudge

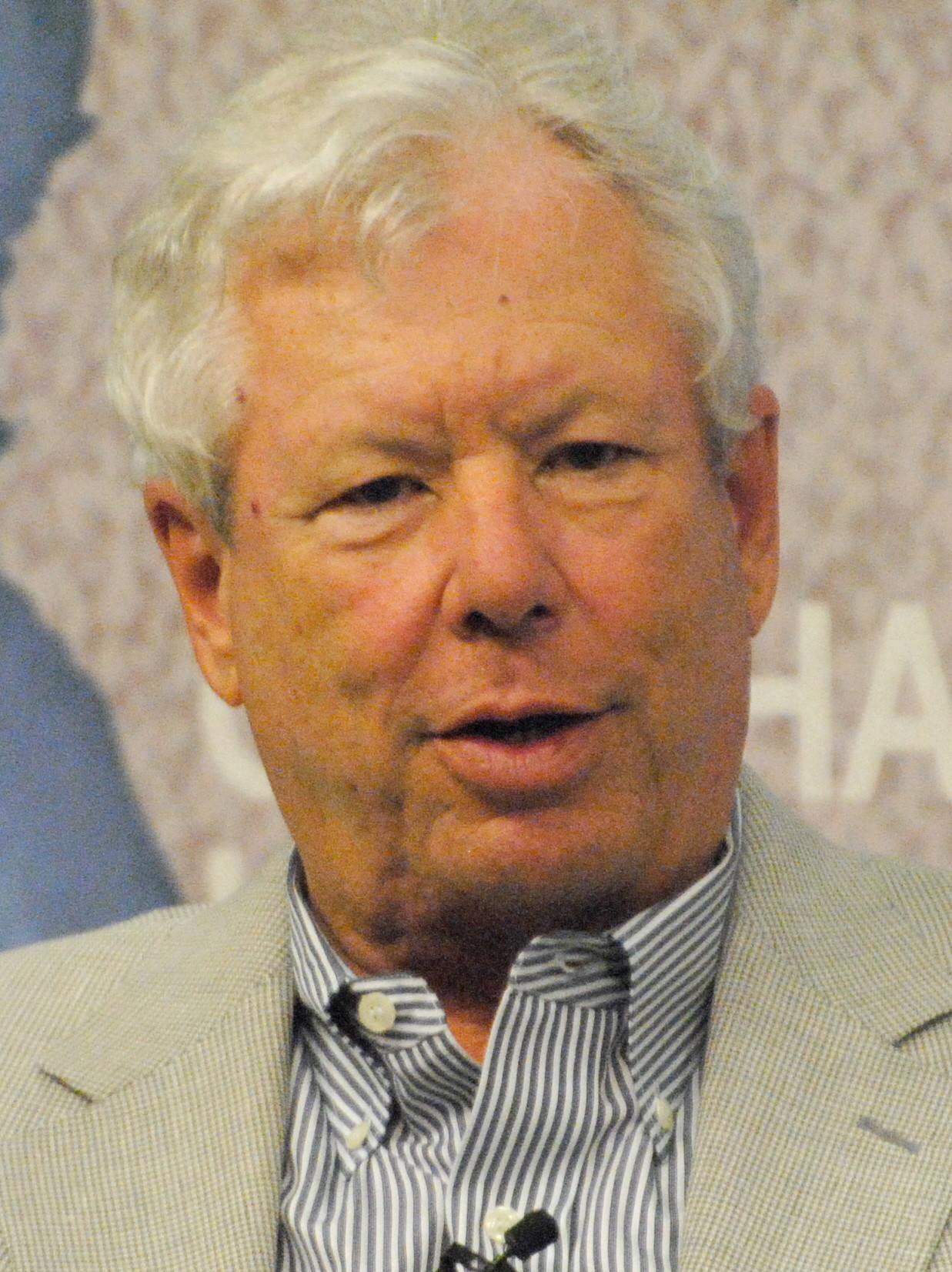
Richard Thaler

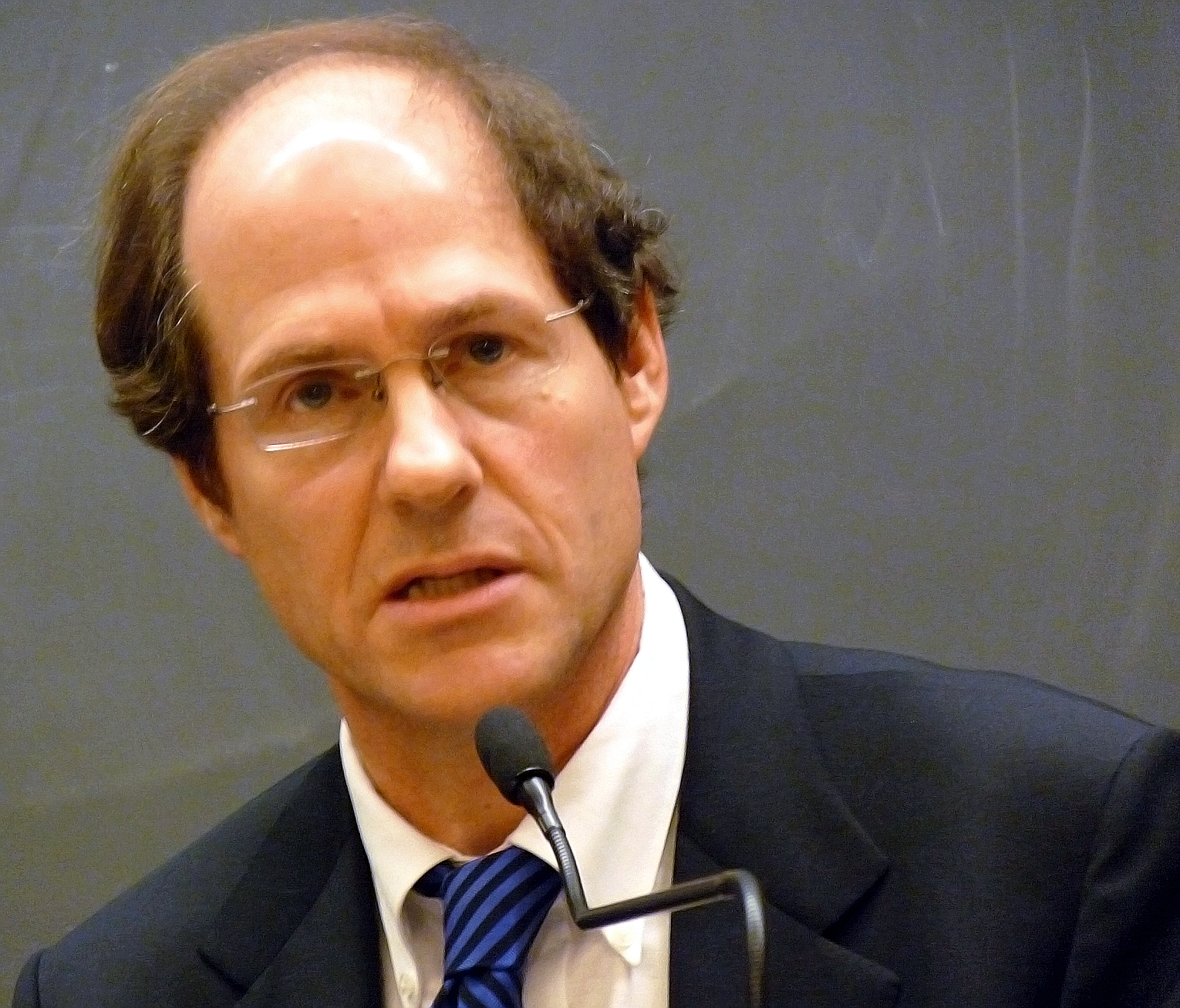
Cass Sunstein

Nudge [nʌdʒ] (engl. für Stups oder Schubs, hier im Sinne von Anstoß, Anreiz oder Anregung zu einem bestimmten Verhalten) ist ein Begriff der Verhaltensökonomik, der durch den Wirtschaftswissenschaftler Richard Thaler und den Rechtswissenschaftler Cass Sunstein und deren Buch Nudge: Improving Decisions About Health, Wealth, and Happiness (deutscher Titel Nudge: Wie man kluge Entscheidungen anstößt) von 2008 geprägt wurde: Unter einem Nudge verstehen die Autoren eine Methode, das Verhalten von Menschen zu beeinflussen, ohne dabei auf Verbote und Gebote zurückgreifen oder ökonomische Anreize verändern zu müssen. Seit dieser Veröffentlichung findet der Begriff auch in anderen Gebieten Anwendung, etwa der Marketing-Kommunikation.

## Bekannte Beispiele
Durch „Nudges“ kann Verhalten nach Thaler und Sunstein korrigiert und in die richtige Richtung gelenkt werden. Zum Beispiel werden
- in einer Cafeteria Obst und Gemüse auf Augenhöhe platziert, um deren Konsum zu erhöhen, oder
- Zigarettenschachteln mit Warnhinweisen versehen, um den Konsum zu senken.
- Wird in Urinalen ein Abbild einer Fliege angebracht, landet 80 Prozent weniger Urin auf dem Boden, da die Männer beim Urinieren auf die Fliege zielen.[2]
- Wird an einem Kantinenbuffet Obst in Griffnähe präsentiert, Donuts und Plundergebäck dagegen weiter entfernt, greifen die Nutzer öfter zum Obst.
- Auch ein Spiegel hinter dem Buffet lässt sie zu Obst statt Donuts greifen, wie ein Experiment des US-Senders ABC zeigt.[3]

## Libertärer Paternalismus
Wenn Nudging vom Staat eingesetzt wird, spricht man vom sogenannten „libertären Paternalismus“, für den die Autoren in ihrer Publikation plädieren: Ausgehend von der empirischen Erkenntnis, dass menschliche Entscheidungen nur begrenzt rational seien sowie unweigerlich durch ihren Kontext (Entscheidungsarchitektur) beeinflusst würden, sollten die Stellen, die den Kontext beeinflussen können, dies auch so tun, dass das Gemeinwohl gefördert wird. Diese „paternalistische“ Beeinflussung von Menschen wird dabei insofern als libertär eingestuft, als dem Entscheidenden jederzeit die Möglichkeit offen stehe, sich gegen den Weg zu entscheiden, auf den er „gestupst“ wird.
Die Kombination von Paternalismus und Liberalismus wurde von den Autoren bereits 2003 in ihrem Artikel Libertarian Paternalism vorgeschlagen.

## Menschenbild
Im Gegensatz zum Modell des Homo oeconomicus wird von einem realistischeren Menschenbild ausgegangen: Der Mensch sei nicht immer in der Lage, die optimale Entscheidung zu treffen. Auch die experimentelle Wirtschaftsforschung zeigt, dass Menschen sich in vielen Situationen anders verhalten, als es die Theorie der rationalen Nutzenmaximierung vorhersagt.

## Nudges, Arten

### Defaults
Ein wichtiger Nudge besteht im Setzen von sozial optimalen Defaults (dt. „Standards, Vorgabewert“). Wenn Personen von diesen Defaults nicht mehr abweichen, verhalten sie sich also optimal (aus Sicht des Regulierers, im Normalfall des Staates).

#### Altersversorgung
In den USA wurde beispielsweise beobachtet, dass deutlich mehr Personen eine betriebliche Altersvorsorge abschließen, wenn der Beitritt zur Altersvorsorge die Defaultoption bei Aufnahme einer Beschäftigung darstellt. Müssen sich Personen hingegen aktiv dafür entscheiden, der betrieblichen Altersvorsorge beizutreten, zögern viele Menschen diesen Schritt zu lange hinaus, was zu einer schlechten Absicherung im Alter führt.

#### Technische Voreinstellung
Viele Konsumenten behalten zum Beispiel ihre Bildschirmschone-Voreinstellung an ihrem Computer oder Laptop bei, weil die Entscheidung zur Veränderung mit Suchkosten verbunden ist. Die Bildschirmschonervoreinstellungen sind für die durchschnittlichen PC-Nutzer vom Hersteller gewählt.

#### Versandoptionen
Der Onlinehändler Amazon setzt ebenfalls ein Default für die Verbraucher: Nachdem der Online-Kauf abgeschlossen ist, werden die Konsumenten zum Schluss gefragt, wie das Produkt versendet werden soll. Amazon wählte dies als „Standardversand“ bereits aus. Verbraucher bleiben in der Regel bei dieser Versandart, weil beim Wechsel des Versands oft Transaktionskosten und Zeitinkonsistenz anfallen.

#### Papierverbrauch
Ein bekanntes Beispiel für „Default-Nudges“ ist im Bereich der Umweltökonomik der Papierverbrauch in Unternehmen. Eine Universität in New Jersey stellte den Drucker standardmäßig auf „doppelseitig“. Für die Nutzer war es zu umständlich, den Drucker auf „einseitiges Drucken“ umzustellen. Daher wurde automatisch doppelseitig gedruckt. In dieser Universität wurden im Vergleich der letzten vier Jahre 55 Mio. Blatt Papier gespart bzw. weniger gedruckt. Dies entspricht einer Verringerung von 44 Prozent und der Schonung von 4.650 Bäumen.

### Informations-Nudges
Bei Informations-Nudges werden mehr Informationen für die Zielgruppe angeboten, damit eine optimale Entscheidung getroffen werden kann. Hierbei werden die Informations-Nudges in zwei verschiedene Gruppen eingeteilt: Zum einen für den Schutz der schwachen Akteure (Marktteilnehmer), und zum anderen, um die optimale Entscheidung zu treffen.
Für den Schutz schwacher Marktteilnehmer werden Informationen bereitgestellt, um Entscheidungssituationen zu verbessern. Vor allem bei Entscheidungen zu komplizierten oder komplexen Fragen werden Informations-Nudges eingesetzt, um das Verhalten der Konsumenten zu lenken. Ein Beispiel für ein Informations-Nudge ist die Lebensmittelampel. Die Lebensmittelkennzeichnung stellt einen Überblick über die Inhaltsstoffe der Lebensmittel dar.

### Selbstkontroll-Nudges
Selbstkontroll-Nudges:
Menschen erhalten staatliche Unterstützung bei Problemen der Selbstkontrolle. Beispielsweise kann eine Person freiwillig eine Selbstsperre beantragen, wenn eine erhebliche Spielsucht besteht, wodurch der Zugang zu Spielbanken deutschlandweit verboten wird.
Auf der amerikanischen Internetplattform StickK.com können Bürger bindende Verträge abschließen, um die Lösung von Selbstkontrollproblemen zu erreichen. Bei Vertragsabschluss wird eine Institution oder Person benannt, die verfolgt, ob das Individuum das vereinbarte Ziel erreicht. Falls das Ziel nicht erreicht wird, zahlt das Individuum einen Geldbetrag an die Institution oder Person. Hierdurch soll die Motivation des Individuums gestärkt werden.

## Ethische Grundsätze
Nach Richard Thaler leiten drei Grundsätze die Verwendung von „ethischen“ Nudges:
- Nudges müssen transparent sein und dürfen nicht irreführend sein;
- es sollte so einfach wie möglich sein, sich gegen einen Nudge zu entscheiden, wenn immer möglich nur mit einem Mausklick;
- es sollte gute Gründe geben, anzunehmen, dass das Verhalten, welches durch einen Nudge ermutigt wird, dem Wohlergehen der Gesellschaft dient.

## Nudging im Rahmen der Politik
Im Einklang mit dem Konzept des libertären Paternalismus schlagen Thaler und Sunstein unter anderem vor,
- private Vorsorgepläne einzuführen, in die automatisch eingezahlt wird, es sei denn, man entscheidet sich bewusst dagegen, und deren Einzahlungsrate automatisch mit jeder Gehaltserhöhung steigt;
- das System der Organspende so zu gestalten, dass jeder als Organspender gilt, es sei denn, er entscheidet sich explizit dagegen (Widerspruchsregelung).

### Wichtige Fragen vom Staat
1. Welches Problem sollte mit den Defaults gelöst werden? Wie könnte ein Nudge das Wohlergehen verbessern?
2. Welche Bedürfnisse gibt es wirklich? Welche Wünsche haben die Individuen in der Gesellschaft?
3. Inwiefern führt der sogenannte Nudge zu den Wünschen und Entscheidungen der Individuen?[12]

### Zehn bedeutende Nudges für die Politik
| Default-Regeln (Default rules)                                                 | Dies sind die wirksamsten Nudges für die Politik. Bereits voreingestelltes Drucken zum Beispiel, so dass die Konsumenten doppelseitig drucken können. Dadurch wird Druckerpapier gespart. |
| Vereinfachung (Simplification)                                                 | Hierbei wird darauf geachtet, dass zum Beispiel Formulare und Anträge so einfach und übersichtlich gehalten werden, dass es nicht zu Verwirrungen führt. |
| Soziale Normen (Use of social norms)                                           | Sie basieren darauf, dass eine Mehrheit in der Gesellschaft bereits dem gewünschten Verhalten nachgeht. Ein gutes Beispiel sind Wahlen, also die Aufforderung, wählen zu gehen, oder auch das Zahlen von Steuern. |
| Erhöhung der Bequemlichkeit und Einfachheit (Increase in ease and convenience) | Menschen versuchen oft, schwierige Wege zu umgehen und den einfachsten Weg auszuwählen. Deshalb versucht die Politik, Hindernisse zu minimieren. Beispiel: Für die Gesundheit der Mitmenschen erleichtert man den Zugang zu gesundem Essen und erhöht die Verfügbarkeit von gesundem Essen. |
| Offenlegung (Disclosure)                                                       | Dieses Prinzip ist hauptsächlich auf Konsumenten abgestimmt. Die Voraussetzung dafür ist die Verständlichkeit der zugänglichen Informationen, um bestimmte Entscheidungen zu fördern. Dies ist zum Beispiel die Aufklärung in Bezug auf die Nutzung einer Kreditkarte oder die Offenlegung der Energienutzung an den Verbraucher.                                                                                                  |
| Warnungen (Warnings, graphic or otherwise)                                     | Veränderungen der Farbe oder Größe von Verpackungen sowie grafische Elemente können die Aufmerksamkeit und Reflexion der Konsumenten erhöhen, z. B. sollen durch Warnhinweise auf Zigarettenschachteln die Verbraucher weniger rauchen. |
| Strategien der Selbstbindung (Precommitment strategies)                        | Diese sind zum Beispiel Programme, um die Selbstbindung der Einzelpersonen im Hinblick auf ein gesünderes Leben zu beeinflussen (Nichtrauchen und mehr Sport zu treiben). Menschen schaffen es in der Gesellschaft oftmals nicht, ihre eigenen Ziele zu verfolgen und diese zu verwirklichen. Aus diesem Grund sollten sie ihre Ziele offenlegen, um besser an das Ziel zu gelangen (durch eine Wette mit Freunden und Bekannten). |
| Erinnerungen (Reminders)                                                       | Es kann sein, dass Menschen vergesslich sind oder sich in Zeitverzug befinden. Aus diesem Grund werden an sie kleine Erinnerungen geschickt, so dass ein Handeln noch möglich ist. Beispiel: Erinnerungen per E-Mail bei verzögerten Zahlungen oder vor Terminen. |
| Durchführungswillen (Eliciting implementation intention)                       | Menschen handeln öfter, wenn man gezielt nach ihren Handlungsabsichten fragt. Zum Beispiel könnte eine Frage wie „Werden Sie wählen gehen?“ oder „Werden Sie ihr Kind impfen lassen?“ dazu veranlassen, dies auch tatsächlich zu tun. |
| Informationen, welche Konsequenzen frühere Entscheidungen hatten               | Institutionen erhalten persönliche Daten und Informationen über Individuen. Die automatische Bekanntgabe dieser Informationen an die Betroffenen kann den Menschen helfen, aus früheren Entscheidungen zu lernen und aktuelle Entscheidungen ggf. zu verändern. Beispiele wären die regelmäßige Auskunft über ihre Energienutzung oder über Gesundheitsausgaben für ihre Person.                                                   |

### Behavioral Insight Teams
Weltweit gibt es über 80 Behavioral Insights Teams.

#### Großbritannien und Australien
Im Jahr 2010 setzte die britische Regierung ein Behavioural Insights Team ein, dessen Aufgabe es war, Wege zu finden, die Nudge-Theorie zur Verbesserung der Regierungspolitik und staatlicher Dienstleistungen einzusetzen. Die Projektgruppe untersuchte dabei unter anderem Wege, die Bereitschaft zu erhöhen, Steuern zu zahlen, an gemeinnützige Organisationen zu spenden, Fehler beim Verschreiben von Medikamenten zu vermeiden und die Wahlbeteiligung zu erhöhen. Paul Dolan war auch Mitglied im BIT und entwickelte unter anderem das Mindspace-Konzept als Maßnahmenkatalog für die Politikberatung in den Bereichen Gesundheit, Finanzen und Klimawandel.
New South Wales in Australien hat eine „Behavioural-Insights“-Einheit.

#### USA
In den USA gibt es mit der Social and Behavioral Sciences Initiative eine ähnliche Gruppe. Aufgrund der Kompetenzregeln in der US-Verfassung, insbesondere dem 14. Zusatzartikel zur Verfassung der Vereinigten Staaten und dessen Gleichbehandlungsgrundsatz, werden in den USA besondere Anforderungen an die Verhältnismäßigkeit gestellt. Insbesondere werden staatliche Regeln vorwiegend unter der Perspektive eines Eingriffs in Freiheitsrechte gesehen, dessen Bedarf abgewogen werden muss. Nudging (engl. für anstupsen) im Sinne einer Verschiebung von Anreizen gilt demgegenüber nicht als Eingriff und ist daher wesentlich einfacher durchzusetzen und im Falle einer gerichtlichen Anfechtung zu verteidigen.

#### Deutschland
Ende 2014 stellte auch das Bundeskanzleramt drei Referenten mit verhaltensökonomischem Hintergrund ein, was als Versuch der Einführung von Nudge-Techniken in die deutsche Regierungsarbeit verstanden wurde. Derzeit ist umstritten, inwiefern das Kanzleramt Nudging einsetzt.
Zunehmend wird Nudging in der ökologisch orientierten Verbraucherpolitik zur Förderung nachhaltigen Konsumverhaltens eingesetzt.

### Instrumente des libertären Paternalismus

#### Standard- und Rückfalloptionen festlegen
Die Standardoptionen sind die wichtigsten Defaults des libertären Paternalismus. Die Standardeinstellungen sind der Ausgangspunkt für Wirtschaftssubjekte für bestimmte Entscheidungen. Menschen können manchmal keine aktive Entscheidung treffen. Aus diesem Grund werden die Standardregelungen oftmals verwendet.

#### Framing und Informationsarchitektur
Menschen besitzen unterschiedliche Wahrnehmungen. Informationen, Symbole sowie Signale beeinflussen die Entscheidungsfindung. Entscheidungen der Individuen hängen also von der Präsentation bzw. Darstellung des Entscheidungskontextes und von der Entscheidungssituation ab.

#### Soziale Beeinflussung (social nudges)
Soziale Beeinflussung findet statt, wenn die Menschen von ihren Mitmenschen lernen. Zum einen lernen die Individuen, wenn viele Menschen etwas wissen, dann wird dies von den Menschen nachgeahmt. Zum anderen ist es Gruppenzwang.

#### Psychologische Kriegsführung
Im Innovationswettbewerb „Countering Cognitive Warfare“ siegte am 31. November 2021 das US-Unternehmen Verifix, das eine Plattform entwickelt hatte, mit der sich durch Nudges die Meinung der Bevölkerung im Internet überwachen und vorhersagen lässt.

## Kritik

### Psychologie
Kritik begegnet dem Nudge-Ansatz aus unterschiedlichsten wissenschaftlichen Disziplinen. So greifen Psychologen schon die Annahme Thalers und Sunsteins an, wonach der Mensch sich „irrational“ verhalte. Die verhaltenswissenschaftlichen Experimente könnten und müssten ganz anders interpretiert werden; die beobachteten „Verhaltensanomalien“ seien keinesfalls als menschliche Defizite zu werten, sondern hätten vielmehr durchaus einen guten Sinn und seien sogar „intelligent“.

### Recht
Aus rechtswissenschaftlicher Perspektive wird vor allem der paternalistische Aspekt des Nudge-Ansatzes kritisiert, bei welchem von ökonomischen Annahmen über das „Sein“ auf ein rechtliches „Sollen“ geschlossen werde. Im Übrigen würden Nudges auf zum Teil ungerechtfertigte Weise in Grundrechte eingreifen und seien daher verfassungswidrig. Verfassungsrechtliche Grenzen seien jedenfalls dann gesetzt, wenn durch paternalistische Nudges die freie Wahl eines selbstbestimmten, informierten Individuums nicht respektiert werde.

### Politik
Aus politischer Perspektive werden gesamtgesellschaftliche Konsequenzen von Nudges kritisiert. So erscheint Sascha Lobo besonders die Verbindung mit digitalem Fortschritt gefährlich. 
Die Kreuzung von Nudging und digitalem Fortschritt ergibt ein bedenkliches Gemisch. Die Problematik beginnt damit, dass für das Prinzip Nudging zwingend erforderlich ist, zu definieren, was genau die „sinnvollste, beste“ Auswahlmöglichkeit ist. Sonst könnte man ja niemanden dorthin schubsen.
Statt liberaler Wahlmöglichkeit werde, so Lobo, ein libertärer Paternalismus gefördert, der den liberalen Werten widerspreche: 
Eine liberale Gesellschaft aber besteht eben gerade daraus, den Wert in der Freiheit der Wahlmöglichkeit zu sehen und nicht festzulegen, was vorgeblich das Beste für alle ist. Das ist eine Mischung aus „Du willst es doch auch“ und „Ich weiß besser, was gut für dich ist“. Das Menschenbild dahinter ist eine Zumutung, darauf deutet schon die Hilfsbezeichnung für Nudging hin, „libertärer Paternalismus“. Und in der digitalen Sphäre potenziert sich diese Zumutung.
Kritiker äußern, dass sich Nudges nur schwer mit demokratischen Grundprinzipien öffentlicher Institutionen vereinbaren ließen, unter anderem auch, weil Nudges keine Handlungsgründe lieferten. Martin Rhonheimer sieht in ihnen die systematische Zerstörung der Handlungskompetenz und eine Überschreitung der Aufgabe des Staates.
Er hat lediglich das äussere Verhalten der Bürger zu regeln, damit keiner ungestraft seine Freiheit auf Kosten der Freiheit seiner Mitbürger gebrauchen kann. Dazu bedarf es keiner staatlichen Entscheidungsarchitekten, sondern lediglich klarer Verbote und Sanktionen bei Regelverletzungen. Gegen zu viele oder unangemessene Verbote lässt sich in einer liberalen Demokratie Einspruch erheben. Nudges hingegen sind, gerade weil sie weder gebieten noch verbieten, sondern unsere Emotionen und irrationalen Schichten beeinflussen wollen, von ihrem Wesen her manipulativ, hinterhältig und schwer bekämpfbar.

### Philosophie/Ethik
Weiterhin gibt es verschiedene Formen der philosophischen Kritik am Nudge-Ansatz. In der Ethik und Philosophie wird Nudging und der libertäre Paternalismus kontrovers diskutiert. Ebenso wird die Plausibilität der Behauptung bezweifelt, dass „weicher“ Paternalismus die Autonomie der Individuen respektiere. Einerseits wird auf begrifflicher Ebene die unklare und uneinheitliche Verwendung des Nudge-Begriffes bei Thaler und Sunstein kritisiert, so dass der Ansatz sich nicht hinreichend klar von anderen Formen der Verhaltenssteuerung abgrenzen lasse.

### Ökonomie
Aus ökonomischer Sicht wird kritisiert, dass die normativen Grundlagen des Nudge-Ansatzes unklar seien, da niemals sicher bestimmt werden könne, welche Art der Beeinflussung den tatsächlichen Interessen der in ihren Entscheidungen manipulierten Individuen entspreche.

### Nachhaltigkeit
In der Nachhaltigkeitsforschung wird die Wirksamkeit von Nudging als umweltpolitisches Instrument infrage gestellt, wobei sowohl Thalers Ansatz als auch die Kritik daran als unterkomplex kritisiert werden.
Aus methodischer Sicht kritisierten Allcott und Kessler (2019), dass die Betrachtung des (unbestrittenen) Nutzens von Nudging im Vordergrund stand, ohne die damit verbundenen Kosten realistisch zu erheben.